# Ardeu, Hunedoara
Ardeu este un sat în comuna Balșa din județul Hunedoara, Transilvania, România.

## Istoric

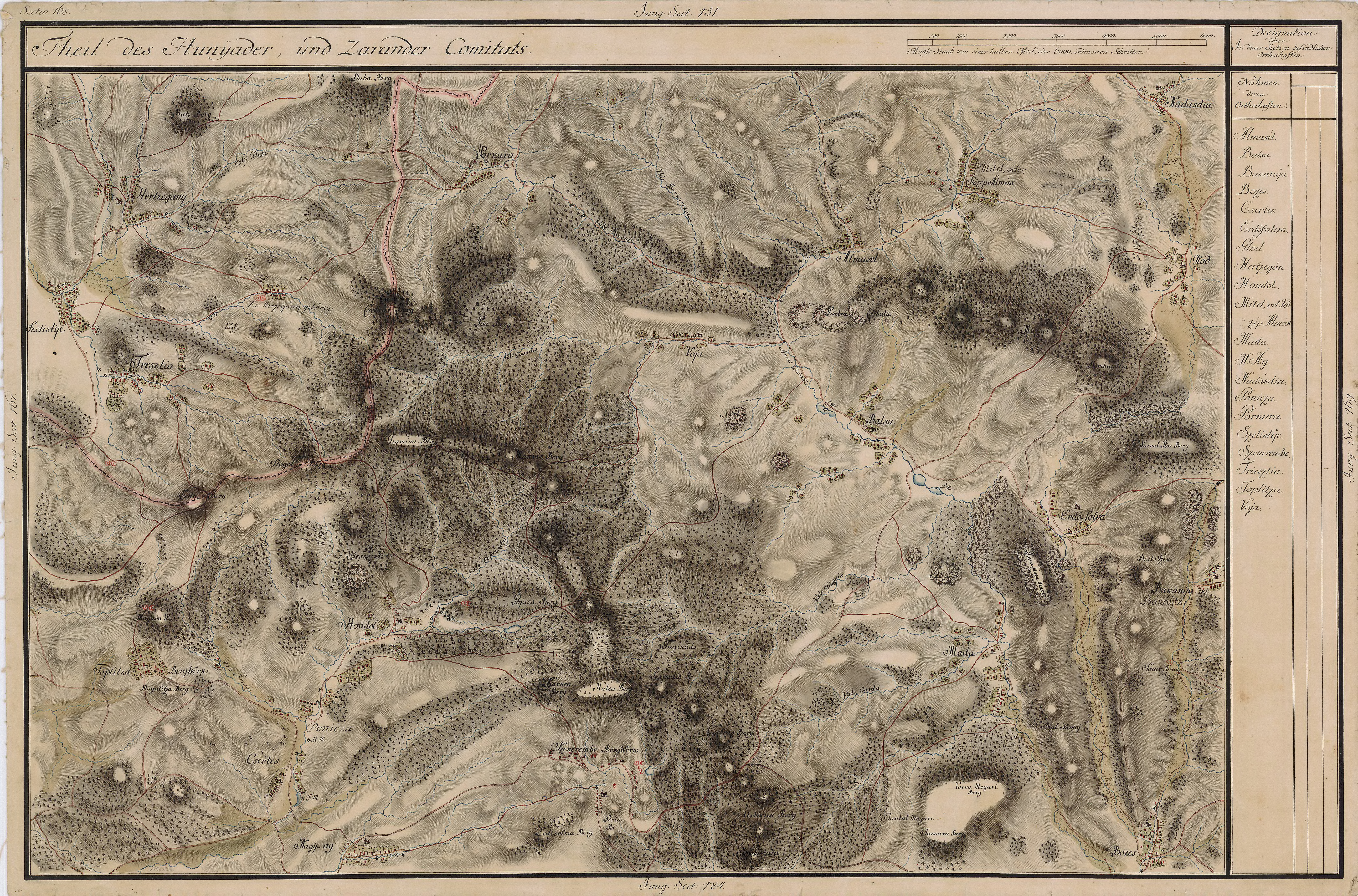
Ardeu pe Harta Iosefină a Transilvaniei, 1769-1773

În locul denumit „Cetățuie”, situat la sud de sat, s-a descoperit o cetate dacică fortificată. Săpăturile au scos la iveală bogate vestigii, ce atestă o intensă locuire, începând din sec. I î.C. Printre acestea figurează, alături de ceramică, diferite obiecte de fier, precum și urmele unui atelier de bijuterie. Așezarea dacică ocupă o poziție dominantă pe valea Mureșului, având vădite calități strategice.

## Lăcașuri de cult
În mijlocul satului Ardeu se înalță, din anul 1760, un edificiu de plan dreptunghiular, cu absida semicirculară ușor decroșată, prevăzut cu un turn zvelt, cu două foișoare suprapuse închise, acoperite cu tablă; în rest s-a folosit țigla. Accesul la interior se face printr-o singură ușă, amplasată pe latura apuseană. Biserica, închinată „Sfinților Arhangheli Mihail și Gavriil”, a fost reconstruită parțial în perioada 1864-1870, în timpul păstoririi preotului Teodor Glodean; alte renovări au avut loc în anii 1954 și 2008-2009. În cadrul ultimului șantier, peste stratul mural inițial, datorat lui Ioan Zugravul din Ardeu, s-a suprapus un nou decor iconografic, realizat în tehnica „frescă” de pictorii Constantin Băluț și Cătălin Cezar. 

## Galerie de imagini

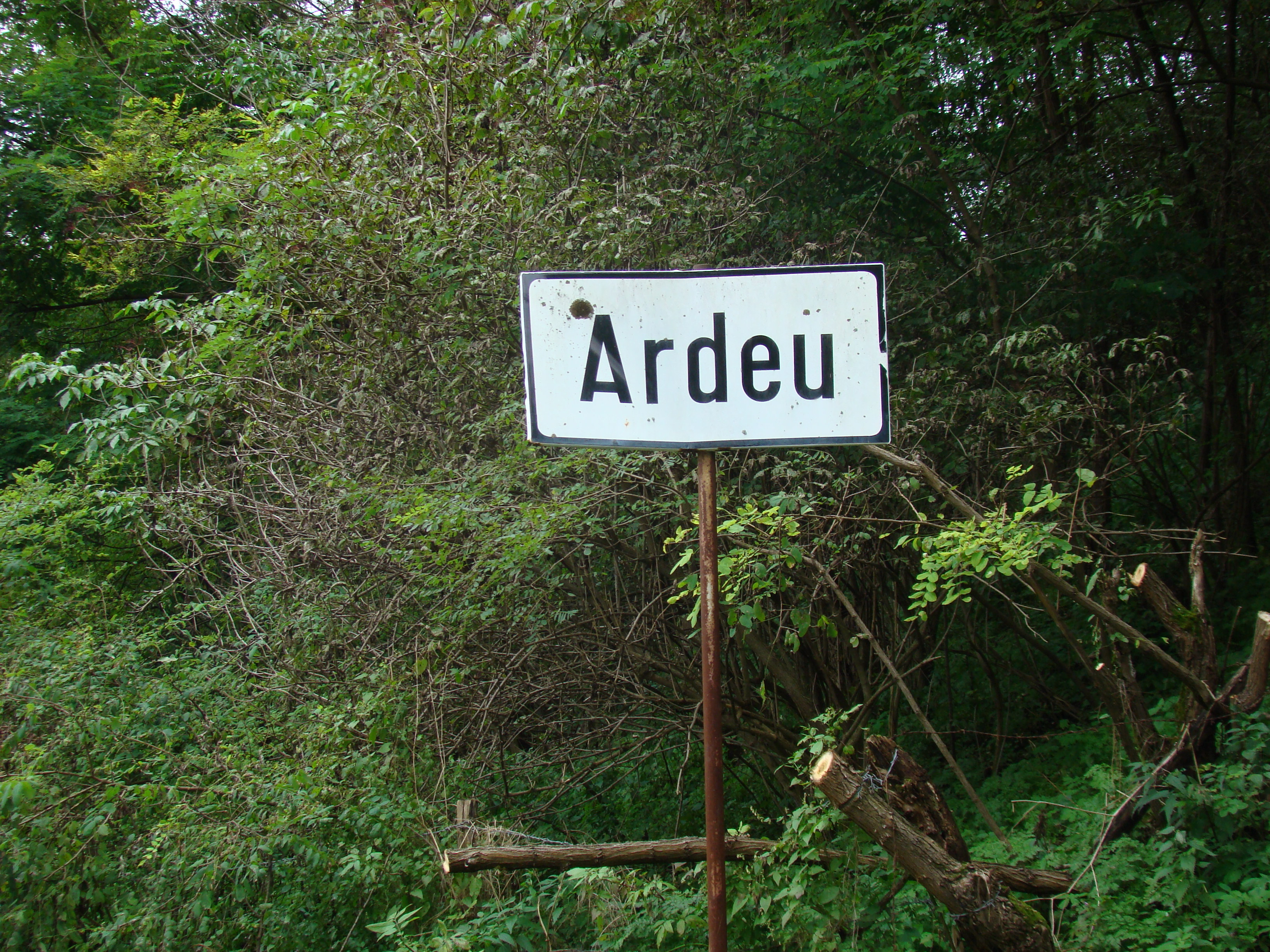
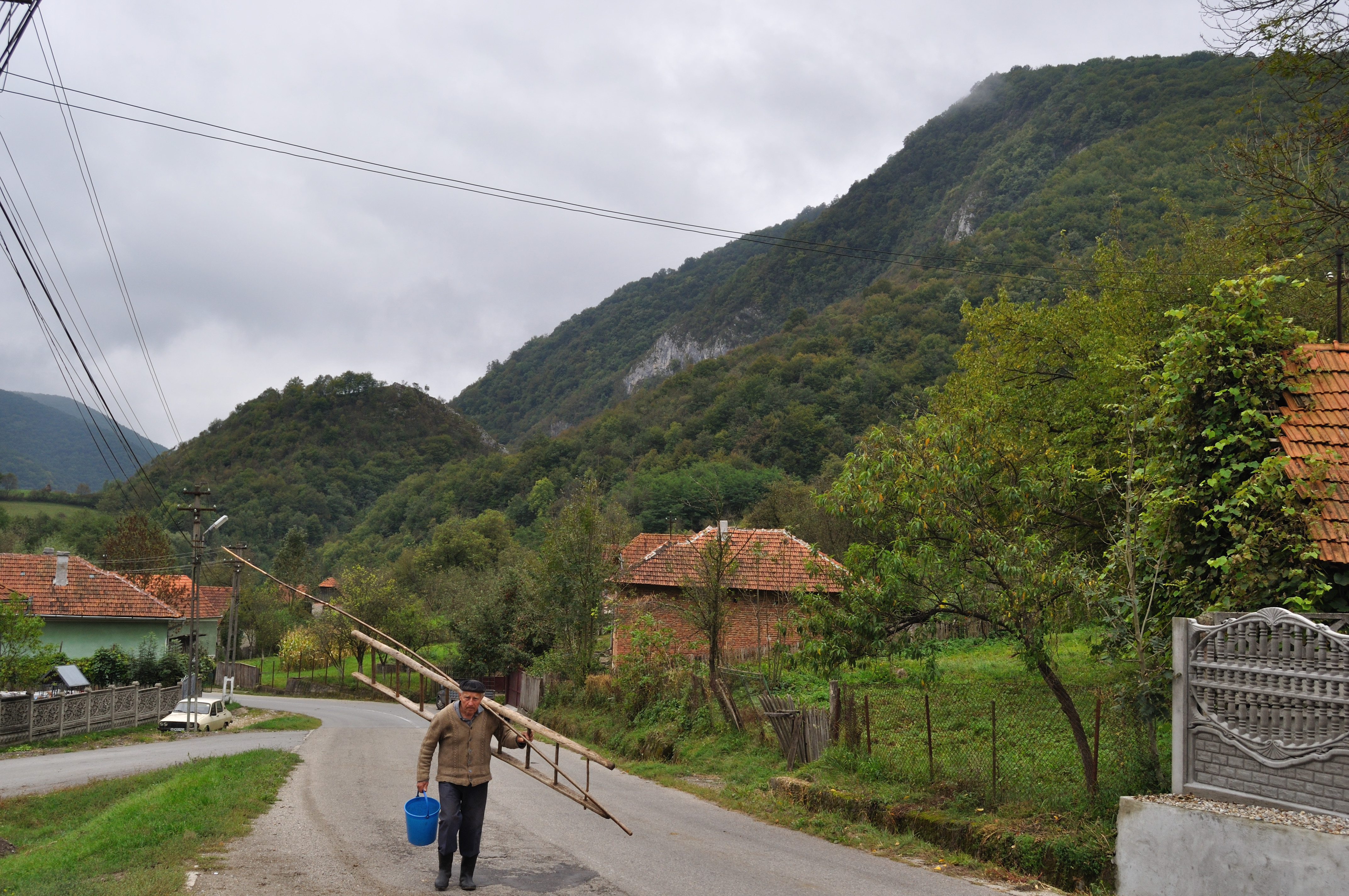
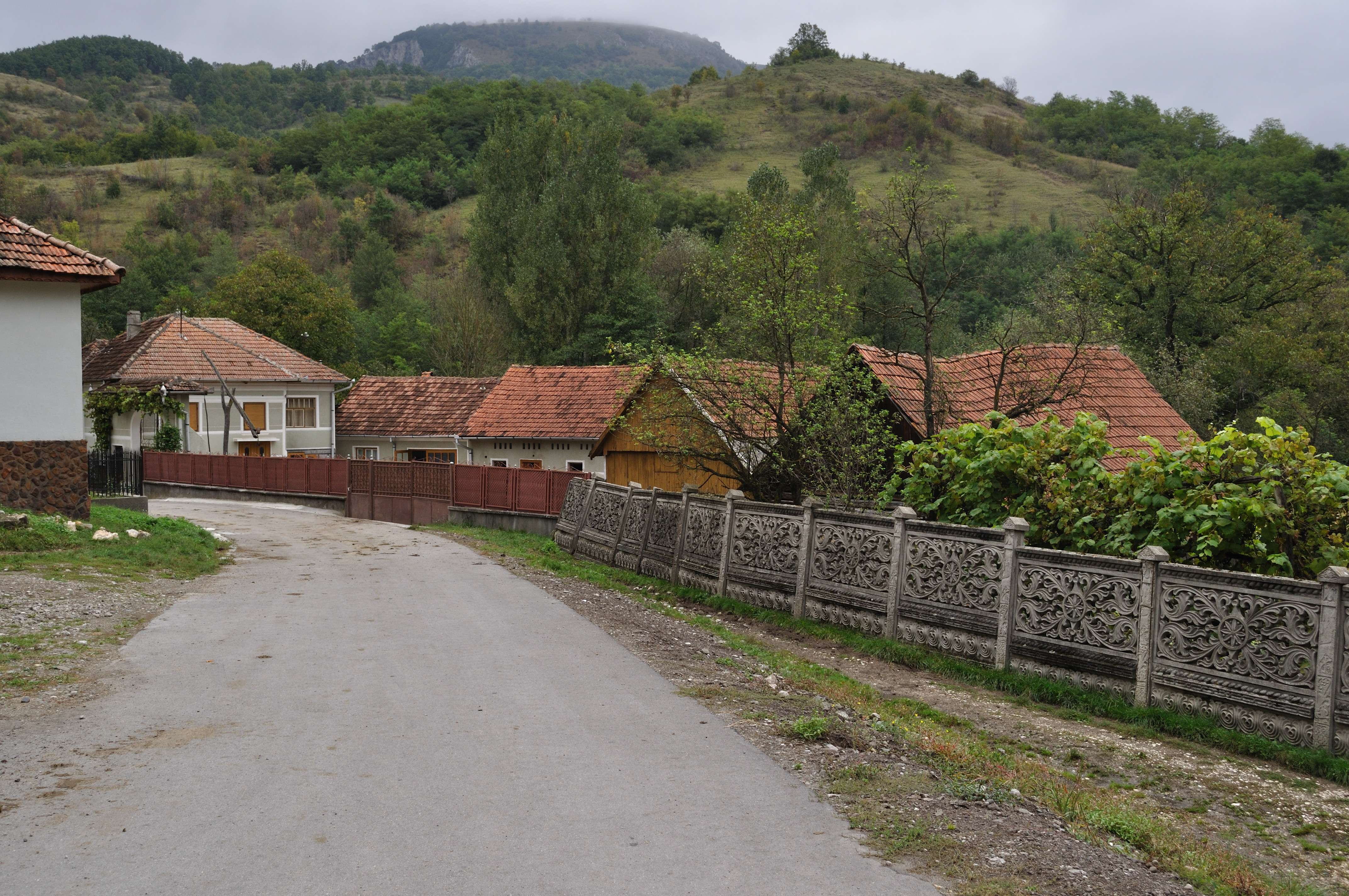
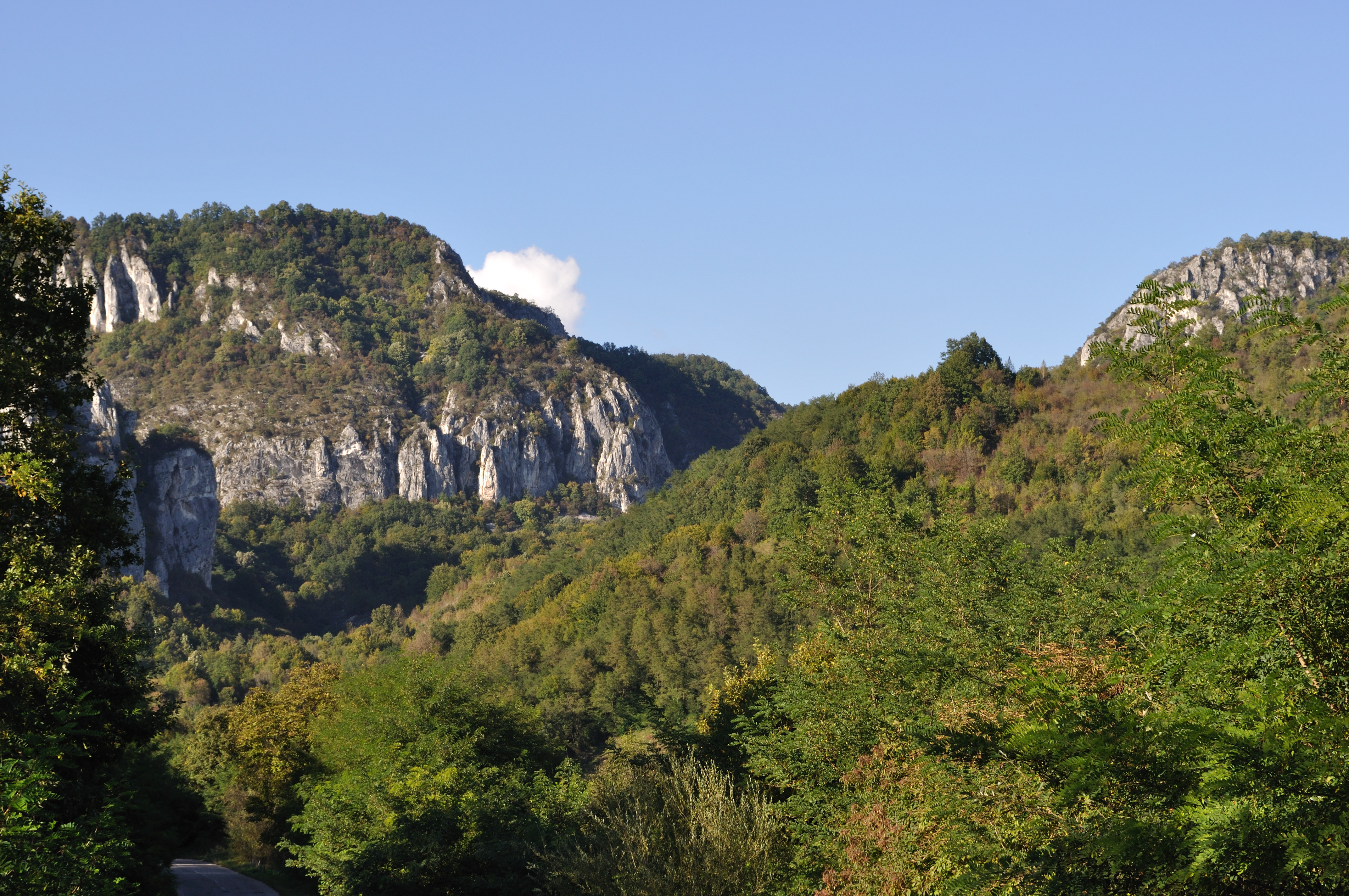
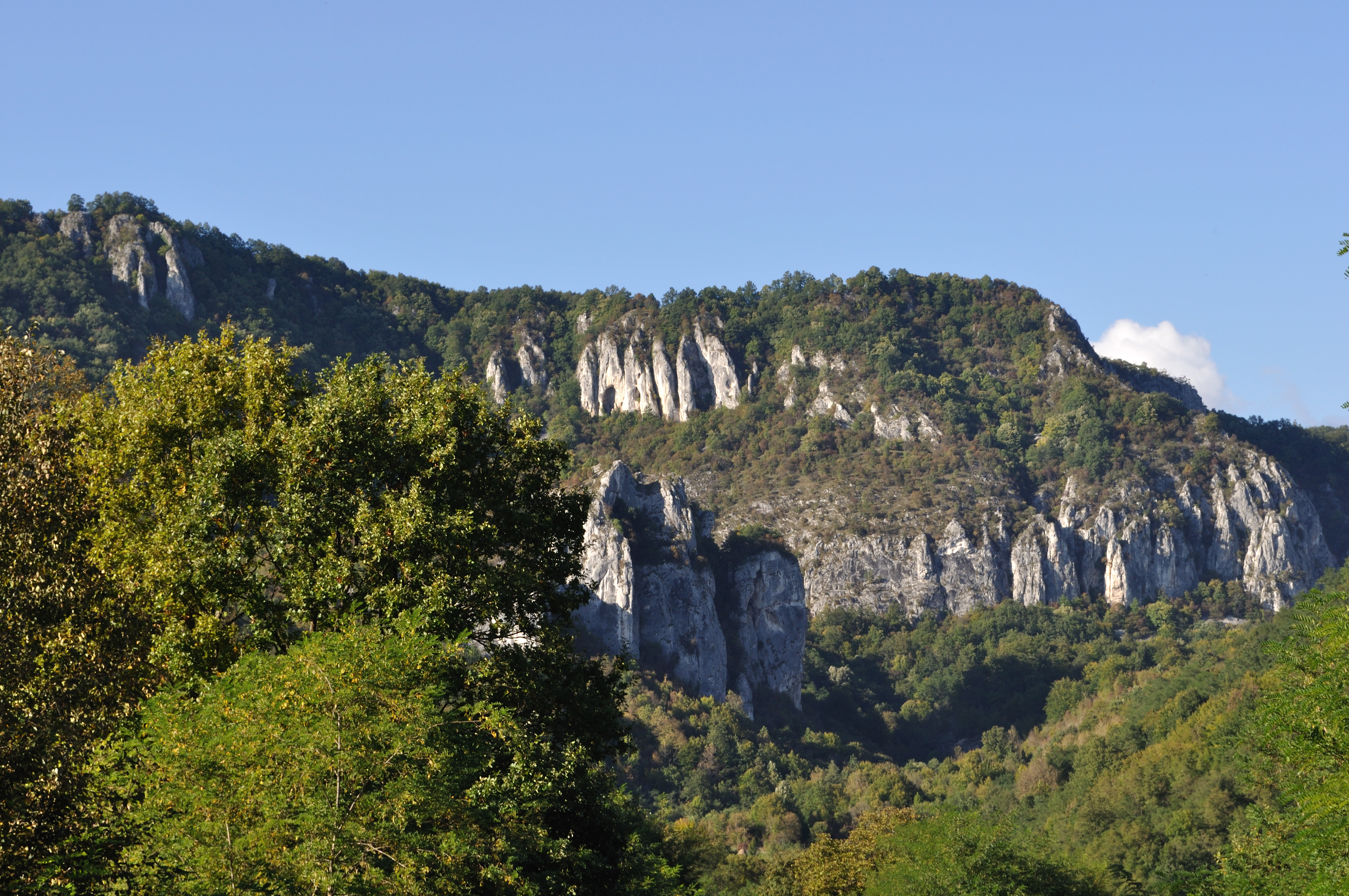